# ركوبة سمتية ارتفاعية

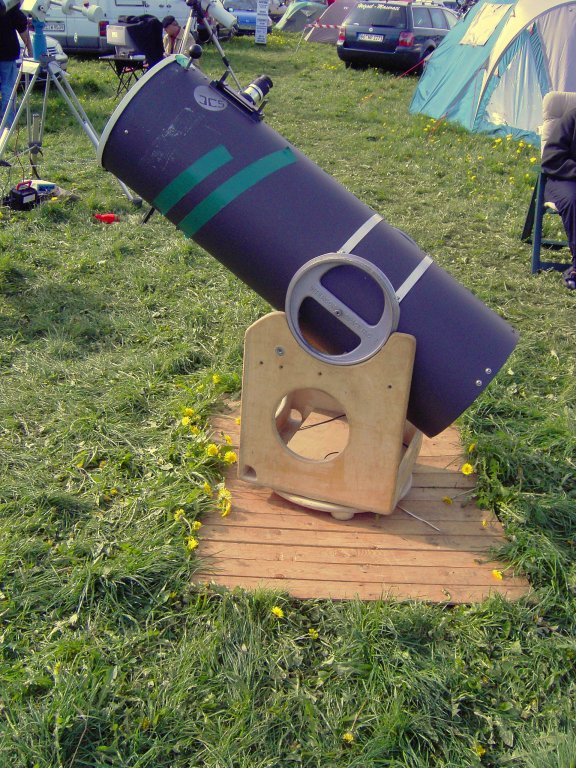
مقراب نيوتن مثبت على مقراب دوبسون بسيطة

رَكُوبَة سَمْتية ارتفاعية (الجمع: ركائب سمتية ارتفاعية) (بالإنجليزية: Altazimuth mount, Alt-azimuth mount)‏ هو دعامة بسيطة ذات محورين لدعم وتدوير أداة حول محورين عموديين - أحدهما شاقولي والآخر أفقي. يؤدي الدوران حول المحور الشاقولي إلى تغيير السمت (الاتجاه الزاوي للبوصلة) لاتجاه مقابلة الجهاز. يؤدي الدوران حول المحور الأفقي إلى تغيير زاوية ارتفاع الاتجاه الذي يشير إليه.
تُستخدم هذه الركائب، على سبيل المثال، مع المقاريب، والمصورات، وهوائيات الراديو، ومرايا النواظم الشمسية، والألواح الشمسية، والبنادق والأسلحة المماثلة.
برج المدفع هو في الأساس ركوبة سمتية ارتفاعية للمدفع، والحامل الثلاثي المعياري للمصورة هو ركوبة سمتية ارتفاعية أيضًا.